# 泉谷 (亞利桑那州)
斯普林瓦利（英語：Spring Valley）是位於美國亞利桑那州亞瓦派縣的一個人口普查指定地區。根據2010年美國人口普查，該地人口為1019人，而該地的面積約為27.40平方千米。

## 地理
斯普林瓦利的座標為34°20′33″N 112°09′36″W / 34.34250°N 112.16000°W，而該地最高點為海拔高度1201米（即3940英尺）。